# Cheryl Miller (actriz)
Cheryl Lynn Miller (nacida el 4 de febrero de 1943) es una actriz y música estadounidense.

## Primeros años
Nacida en California,  Miller es una de los dos hijos de un arquitecto y escenógrafo de estudios cinematográficos, Howard Miller, y de una contable y agente de viajes, Elsie. Comenzó a actuar de joven.

## Carrera
La película Casanova Brown (1944) supuso su debut en la industria cinematográfico a los 19 días de nacida. 1965 fue un año decisivo para Miller. Ya que apareció juntó con un elefante y un chimpancé en la exitosa serie de televisión Daktari. Esto llamó la atención del director (Ivan Tors) que más tarde le dio un papel en la película, Clarence, the Cross-Eyed Lion. En esta película interpretó a Paula Tracy, la hija del veterinario Marsh Tracy (Marshall Thompson). La película la llevó a interpretar de nuevo a Paula Tracy junto a Thompson en la serie de televisión transmitida por CBS, Daktari, (1966-69).
Durante el verano de 1965, Walt Disney eligió a Miller como su propia contratada, apodándola "The Typical American Girl".  
A principios de 1966, comenzó el rodaje de Daktari en África, Estados Unidos, un rancho de 200 acres a unas 40 millas al norte del área metropolitana de Los Ángeles.
Ese mismo año, Miller fue una de las 13 jóvenes actrices designadas como Hollywood Deb Stars en 1966. Para el verano, se convirtió en Miss Golden Globe en 1966 y asistió juntó con Andy Williams en la presentación de los Golden Globe Awards. En 1966, fue elegida como alcaldesa honoraria de Studio City, California.

Miller hizo muchas apariciones en otras series de televisión, como Leave It to Beaver, Our Man Higgins y The Donna Reed Show.  Creó el papel de Samantha Pudding en la telenovela transmitida por NBC, Bright Promise.
También apareció en otras películas, como The Monkey's Uncle, juntó con Annette Funicello y Tommy Kirk.

## Vida personal
Miller se casó con Stan Shapiro, un corredor de bolsa, en 1968. Se casó de nuevo en 1979 en Hawái con el director general de Compact Video Systems y RTS Systems, Robert E. Seidenglanz, el inventor de la cámara única, el camión de televisión en directo y la televisión de alta definición.[cita requerida] Tuvieron un hijo, Erik, un año después. Es compositor y artista conceptual, y apareció en la última película de Jean-Luc Godard, Goodbye to Language.[cita requerida] Cheryl también crio a los otros dos hijos de Seidenglanz, Ronn y Rob, ambos cineastas. Rob Seidenglanz es el director de Chilling Adventures of Sabrina, mientras que Ronn es el fundador de la compañía cinematográfica Sidewayz, con sede en Idaho.[cita requerida]